# Odontria aenealis
Odontria aenealis är en skalbaggsart som beskrevs av Thomas Broun 1909. Odontria aenealis ingår i släktet Odontria och familjen Melolonthidae. Inga underarter finns listade i Catalogue of Life.